# Willem van Enckenvoirt
Willem van Enckenvoirt, també escrit Enkevort, Enckevort, Enckenwoert o Enchifort. (Mierlo-Països Baixos, 22 de gener de 1464 – Roma, 19 de juliol de 1534). Cardenal neerlandès, bisbe de Tortosa i d'Utrecht.

## Biografia
Estudià a Lovaina amb Adriaan Florenszoon, el futur papa Adrià VI, i es llicencià amb ambdós drets. En 1489 és enviat a Roma, on segueix estudiant, i el 1505 es doctorà en La Sapienza, universitat de Roma, amb ambdós drets.
En 1495 entrà en la cort papal i inicià la seva carrera com a procurador, ascendint a notari del tribunal de la Rota (1500), protonotari (1506), col·lector de les diòcesis de Cambrai, Lieja i Utrecht (1507), provisor de la fundació alemanya en Roma, l'església de Santa Maria dell'Anima (1509-1517), i comte palatí (1514). Fou un fidel partidari dels Àustries a Roma, i defensà els interessos de Felip de Borgonya i de Carles V.
Gràcies a la seva posició en la cúria romana, i als serveis que podia prestar als distints capítols, acumulà prebendes i canonicats pel seu país, entre d'altres, canonge de les catedrals d'Anvers i de Lieja, rector de la catedral de Mechelen, degà de la catedral de Den Bosch, i prebost de la catedral d'Utrecht.
Amic personal de Adriaan Florenszoon, quan aquest fou elegit papa, en 1522, la seva carrera en la cúria fou ascendent. El mateix any de l'elecció fou nomenat datari apostòlic, des d'on controlava els nomenaments de les oficines papals i els beneficis eclesiàstics. L'11 de març de 1523 el papa li concedeix el bisbat de Tortosa que ell mateix havia deixat vacant, i poc després, en el consistori de 10 de setembre, fou nomenat cardenal prevere amb el títol dels Santi Giovanni e Paolo. El papa el va nomenar el seu marmessor i van Enckenvoit li va construir una tomba en l'església de Santa Maria dell'Anima.
Mort Adrià VI, participà en el conclave de 1523. En 1529 participà en les negociacions per aconseguir el lliurament del senyoriu d'Utrecht a Carles V, separant-lo del càrrec eclesiàstic. Agraït Carles V, el promou al bisbat d'Utrecht, i van Enckenvoirt fou nomenat l'1 d'octubre del mateix any. Participà en la coronació de Carles V en Bolonya el 24 de febrer de 1530. En 1531 realitzà una visita als Països Baixos.
Mor el 19 de juliol de 1534 a Roma, i fou soterrat a l'església de Santa Maria dell'Anima, a prop del seu amic i mentor, el papa Adrià VI.